# Зумс-Лам
Зумс-Лам, или Зумсой-Лам (устар. Дзумсой-Лам, чечен. Зумсойн лам), — горный массив с пиками Цекорт (2463 м) и Кушты (2132 м) в северо-восточной части Итум-Калинского района Чеченской Республики. Родовая гора тайпа Зумсой.

## География
Вершина тянется от правобережья реки Аргун и разделяет общества Зумсой и Чинхой. Ближайший населённый пункт: Зумсой.

## Вершины
В звене Зумс-Лам имеются следующие вершины:
- Кушты (чечен. Кошта) 2132 м.
- Цекорт (чечен. ЦӀен корта) 2463 м.
- Гелен-Корт (чечен. Гелиен корта) 2129 м.
- Карлагача (чечен. КӀарлагӀача).

## В поэзии
Чеченский писатель и поэт Магомед Сулаев посвятил стихотворение горе Зумсой.

## Галерея

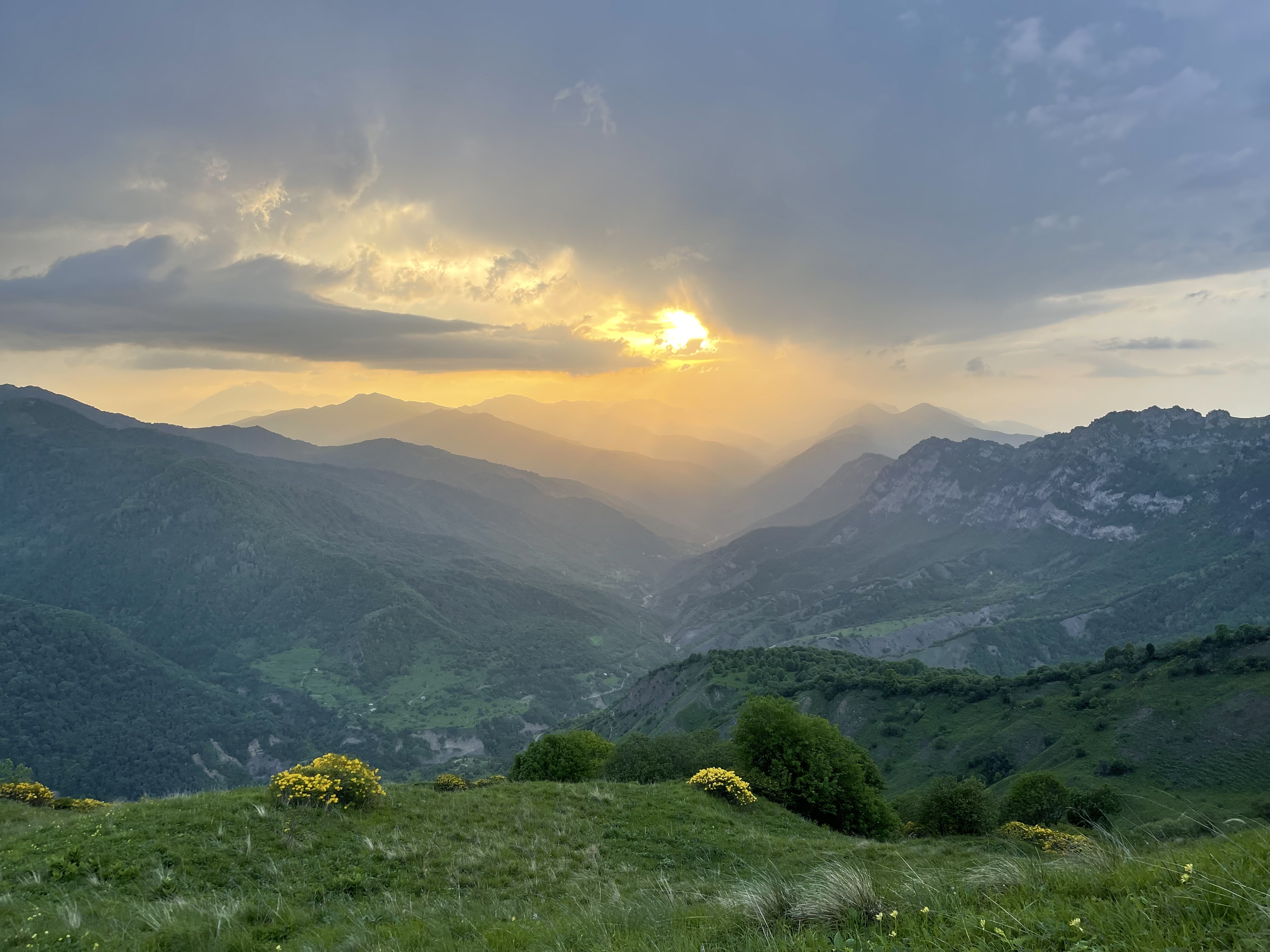
Вид с горы Зумс-Лам
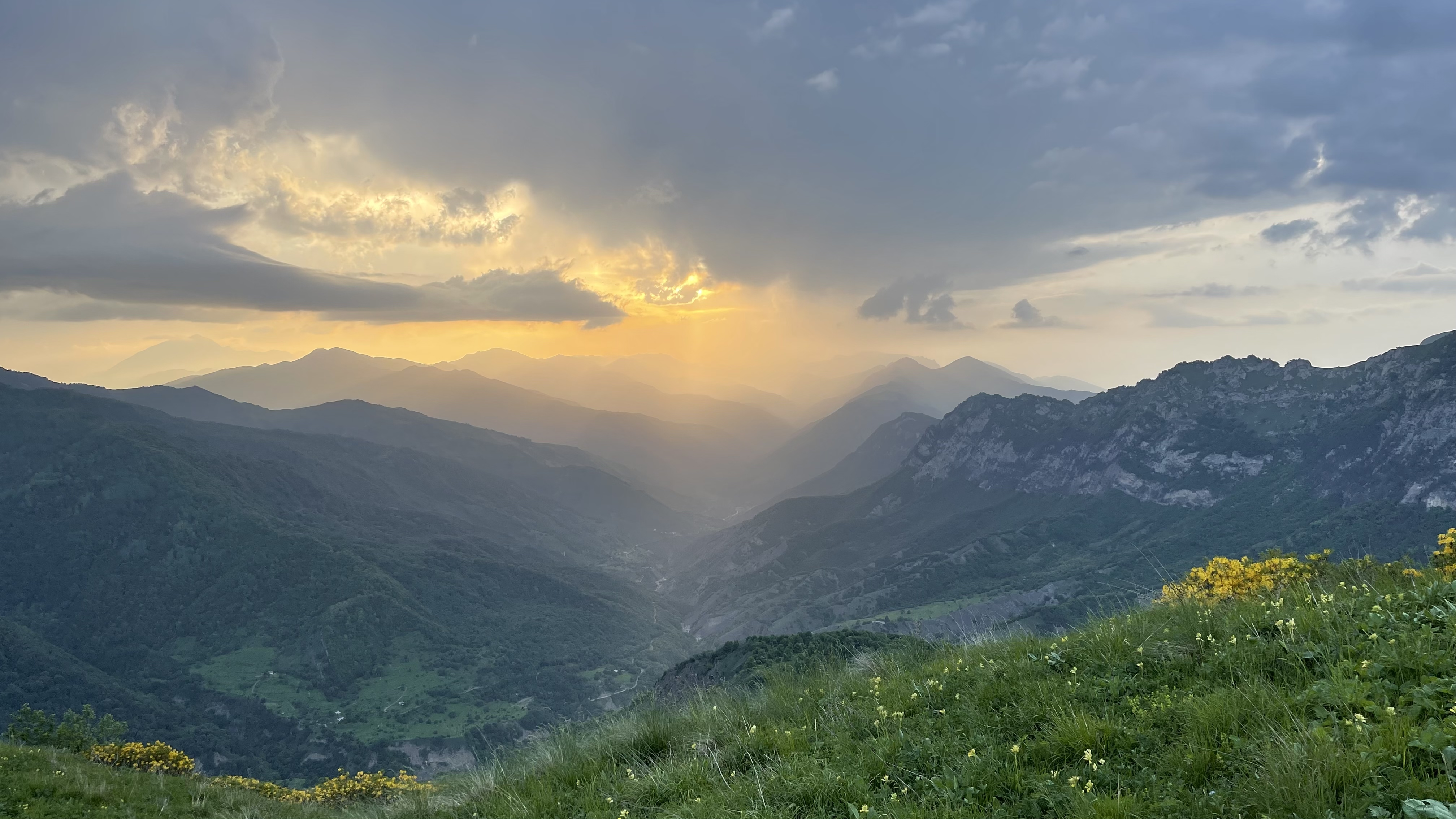
Вид с горы Зумс-Лам
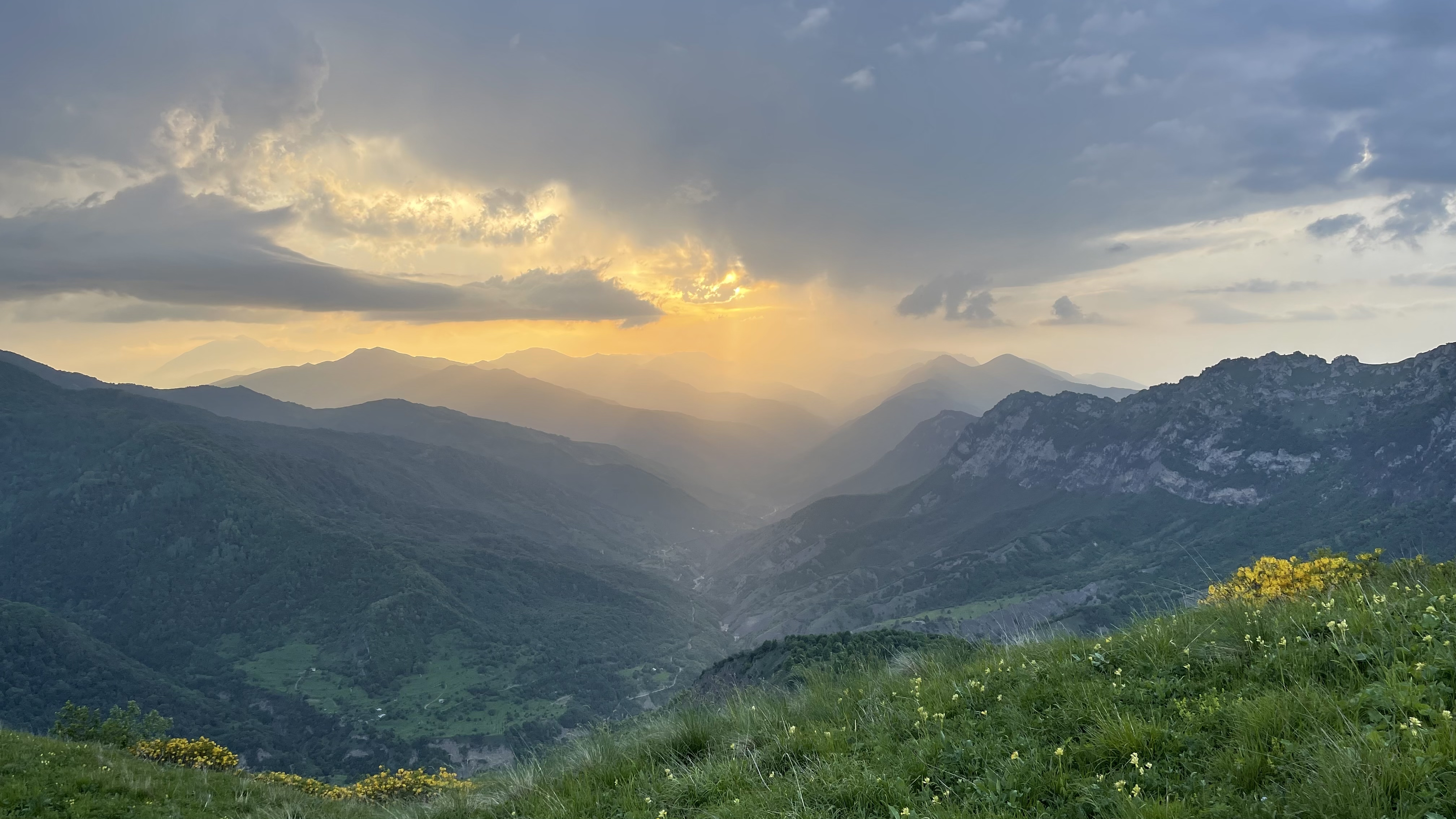
Вид с горы Зумс-Лам
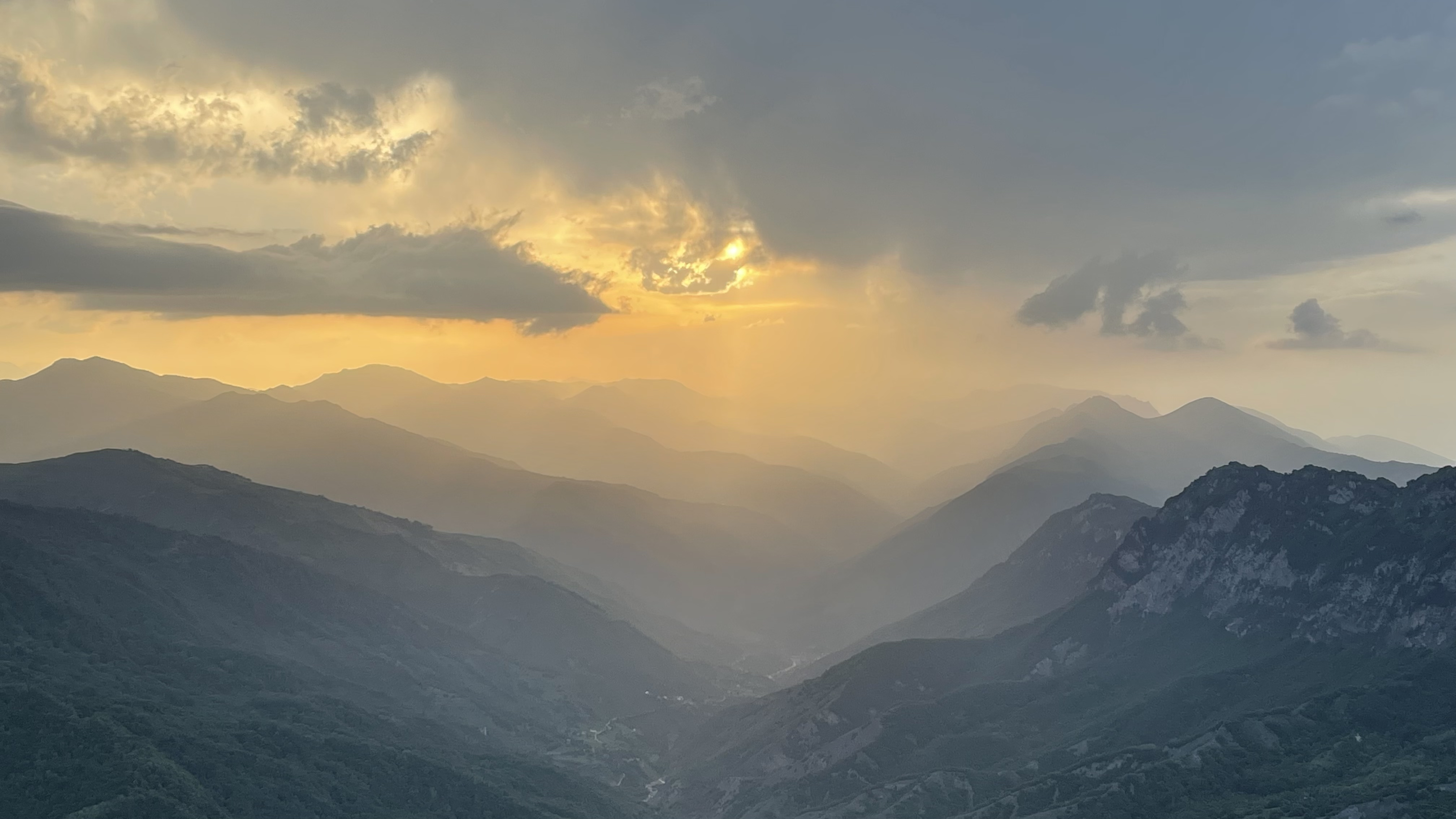
Вид с горы Зумс-Лам
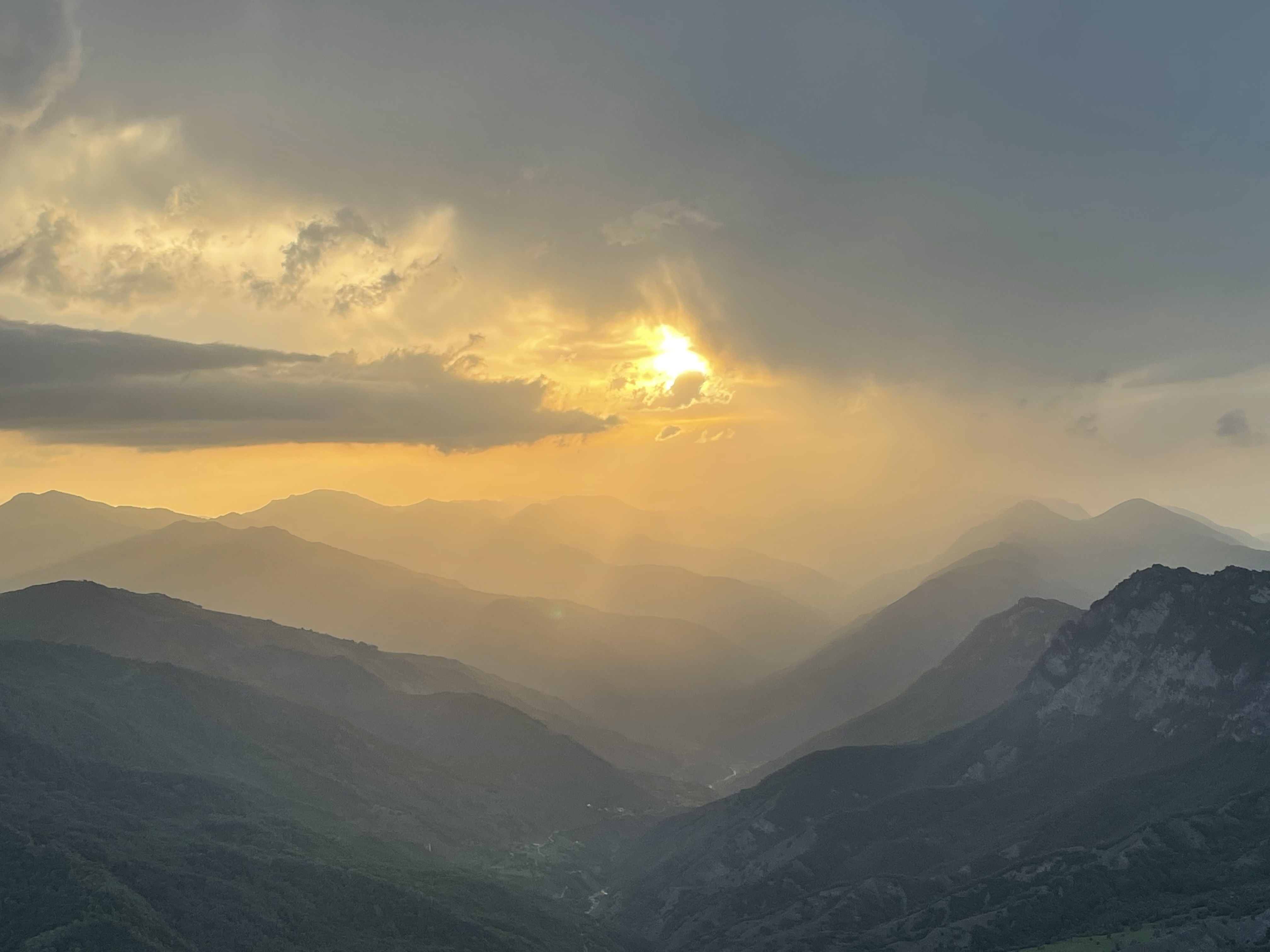
Вид с горы Зумс-Лам
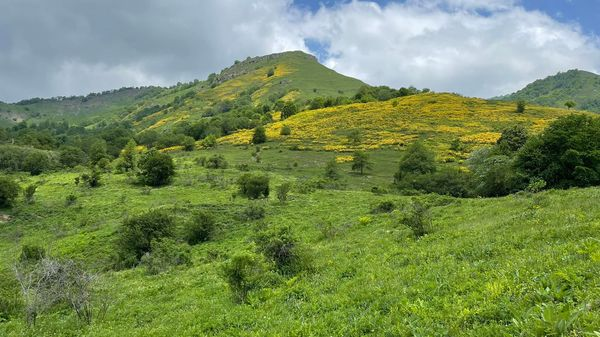
Зумс-Лам